# Луццаски, Луццаско
Луццаско Луцца́ски (итал. Luzzasco Luzzaschi; ок. 1545, Феррара — 10 сентября 1607, там же) — итальянский композитор, органист, клавесинист

, музыкальный педагог. Один из самых значительных мадригалистов и органистов в Италии XVI века.

## Биография

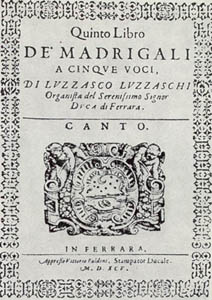
Фронтиспис Пятой книги мадригалов Луццаски, 1595

Учился у Чиприано де Роре. С 1561 органист (с 1564 главный органист) при дворе герцогов д’Эсте в Ферраре, фактически выполнял обязанности капельмейстера. Начиная с 1570 (дата приблизительна) занимался организацией закрытых феррарских концертов для высшего света с участием виртуозных певиц (современники называли этот ансамбль Concerto delle Dame), писал для них собственную музыку и выступал там как аккомпаниатор. Среди прочих клавишных инструментов Луццаски играл на головоломно сложном архиклавесине (archicembalo), который сконструировал Н. Вичентино.
После 1597 (год смерти Альфонсо II д'Эсте) сведения о Луццаски крайне скудны; вероятно, он остался в Ферраре на службе у кардинала П. Альдобрандини. Винченцо Галилей назвал Луццаски одним из самых ярких музыкантов Италии своего времени, а Адриано Банкьери — крупнейшим органистом (наряду с Клаудио Меруло). Среди учеников Луццаски — Джироламо Фрескобальди и Дж. Белли.

## Творчество
Определяющую часть наследия Луццаски составляют 5-голосные мадригалы, которые он писал поначалу в «старой» имитационно-полифонической технике, а начиная с 4-й книги постепенно перешёл к стилистике «второй практики». Этот переход проявил себя, в частности, в предпочтении моноритмической фактуры, предвосхищающей «новую» гомофонию начала XVII в. Пять «книг» (то есть сборников; 1571, 1577, 1582, 1594, 1595) сохранились полностью, 6-я и 7-я (1596, 1604) во фрагментах. В ранних мадригалах заметно подражал Киприану де Роре. В середине 90-х годов активно общался с Карло Джезуальдо (который некоторое время жил в Ферраре), посвятил ему 4-ю книгу своих мадригалов, влиял (по словам самого Джезуальдо) на его стиль и, возможно, испытывал встречное влияние. Джезуальдо намеренно писал на те же стихотворные тексты, что и Луццаски, стремясь превзойти своего именитого соперника.
В мадригалах Луццаски придавал решающее значение аффекту, выраженному в стихе; музыка, по его мнению, должна внимательно следовать поэзии, не ограничиваясь тем, чтобы доставлять слушателю лишь «наслаждение и удовольствие» («non solamento… il giovamento e’l diletto»; предисловие к 6-й книге, 1596). Гармонический стиль Луццаски традиционен (типичная старомодальная гармония на основе диатоники с элементами прототональности) за исключением нескольких хроматических мадригалов, из которых самый известный — «Летите, мои вздохи» («Itene mie querele», 6-я кн.).
Кроме пятиголосных мадригалов опубликовал (1601) сборник «Мадригалы для 1, 2 или 3 сопрано», содержащий пышно орнаментированный репертуар «дамского ансамбля» 1580-х годов. Согласно предисловию к этому изданию, музыку для этих новомодных «монодических» мадригалов Луццаски написал ещё в 1586 году. Среди других сочинений: канцоны, ричеркары, токкаты для клавишных инструментов (большей частью утеряны); сборник пятиголосных мотетов на латинские тексты «Духовные песни» (Sacrae cantiones, 1598).

## Сочинения
- 7 книг мадригалов для пяти голосов
  - Книга I (Ferrara, 1571)
  - Книга II (Venezia, 1576)
  - Книга III (Venezia, 1582)
  - Книга IV (Ferrara, 1594)
  - Книга V (Ferrara, 1595)
  - Книга VI (Ferrara, 1596)
  - Книга VII (Venezia, 1604)
- Madrigali per cantare et sonare a 1-3 soprani (Roma, 1601)
- Seconda scelta delli madrigali a cinque voci (Napoli, 1601)
- Sacrarum cantionum liber primus (Venezia, 1598)

### Издания
- Luzzaschi. Complete unaccompanied madrigals, ed. by Anthony Newcomb. Vol.1 (Кн. 5-7), 2003; vol. 2 (Кн.4 и антологии), 2004; vol. 3 (Кн. 3); vol. 4 (Кн. 1-2), 2010. Издатель — A-R Editions.